# هوارد فيليبس (سياسي)
هوارد فيليبس (بالإنجليزية: Howard Phillips)‏ هو سياسي أمريكي، ولد في 3 فبراير 1941 في بوسطن في الولايات المتحدة، وتوفي في 20 أبريل 2013 في الولايات المتحدة بسبب مرض آلزهايمر. حزبياً، نشط في الحزب الجمهوري والحزب الديمقراطي.

## وصلات خارجية
- الموقع الرسمي